# La Calisto
Pour les articles homonymes, voir Callisto.
Représentations notables
- 1970 : Festival de Glyndebourne

Personnages
- Calisto (soprano)
- Diana (soprano)
- Endimione (contralto)
- Giove (basse)
- Giunone (soprano)
- Il Destino (soprano)
- L'Eternità (soprano)
- Linfea (soprano)
- La Natura (contralto)
- Mercurio (ténor)
- Pane (contralto)
- Satirino (soprano)
- Sylvano (basse)

La Calisto est un dramma per musica en un prologue et trois actes de Francesco Cavalli sur un livret de Giovanni Faustini d'après Les Métamorphoses d'Ovide.

## Historique
La Calisto est le vingt-troisième opéra du compositeur italien Francesco Cavalli et neuvième des dix ouvrages en collaboration avec le librettiste Giovanni Faustini.
La première représentation de La Calisto a lieu à Venise le 28 novembre 1651 au Teatro Sant'Apollinare. À cette époque, ce théâtre est équipé d'une machinerie de scène complexe afin d'impressionner le public avec des effets spéciaux : le fond de la scène est parée de toiles peintes à thèmes mythologiques et des paysages antiques. Par ailleurs, les décors sur scène implique notamment la sculpture d'un serpent qui parcourt tout le tour de l'espace scénique, y est également placé une fontaine, un dispositif qui imite le vent et les nuages et un autre qui fait descendre les personnages d'en haut. Deux clavecinistes, un théorbiste et trois cordes assurent l'interprétation.
La première représentation n'a pourtant pas beaucoup de succès, et la série de onze représentations du 28 novembre au 31 décembre 1651 ne totalise que 1 200 spectateurs, alors que le théâtre pouvait en accueillir 400. Le librettiste Giovanni Faustini meurt pendant celle-ci, le 19 décembre 1651. L'un des chanteurs de la création, Bonifatio Ceretti dans le rôle d'Endimione, meurt le soir même de la première représentation, ce qui contribue à plomber le succès de l'ouvrage. L'opéra ne connaît pas de reprises.
Le livret a été publié en 1651 par Giuliani et Giacomo Batti. L'unique manuscrit de la partition conservé à la Biblioteca Marciana de Venise comporte l'écriture, outre celle du compositeur, de son épouse et d'un de ses assitants.

### Postérité
Il fallut attendre la première moitié du XXe siècle pour que l'opéra rencontre le succès. La « réalisation » (comme il nommait lui-même ses représentations)[réf. nécessaire] de La Calisto par Raymond Leppard pour le Festival de Glyndebourne en 1970 contribue fortement à l'engouement actuel pour l'opéra baroque. Les représentations et l'enregistrement contribuent à la légitimité de l'opéra et du chef d'orchestre. Depuis, l'ouvrage est monté de très nombreuses fois dans les salles de beaucoup de pays, qui fait que La Calisto est aujourd'hui l'opéra le plus connu du compositeur.
La Calisto est produit en 1993 à La Monnaie de Bruxelles dirigé par René Jacobs et mis en scène par Herbert Wernicke et à Genève en 2006 au théâtre du Loup, dirigé par Stephan MacLeod et mis en scène par Alain Perroux. Il est monté en 2010 au Théâtre des Champs-Élysées à Paris et à la Royal Academy of Music puis au Dorchester de Londres sous la direction de Christophe Rousset avec Les Talens Lyriques et mis en scène par Macha Makeïeff puis par le même chef d'orchestre en 2017 à l'Opéra national du Rhin mis en scène par Mariame Clément. Une production est montée en 2021 à La Scala de Milan, sous la direction de Christophe Rousset et mis en scène par David McVicar.

## Description
La Calisto est un dramma per musica en trois actes et un prologue en italien. Le livret, de Giovanni Faustini, est dédié à Marc'Antonio Corraro. Le récit, adapté par Giovanni Faustini, reprend le Livre II des Métamorphoses d'Ovide. Le livret comporte deux ballets mais sans musique associée. La partition consiste en une basse continue et une ligne vocale, sans indication d'une quelconque instrumentation. La particularité de cette version est le changement de tessiture, de basse à soprano, quand Jupiter se transforme en Diane pour débaucher Calisto, faisant ainsi intervenir une chanteuse pour parvenir à tenir le chant.

### Rôles

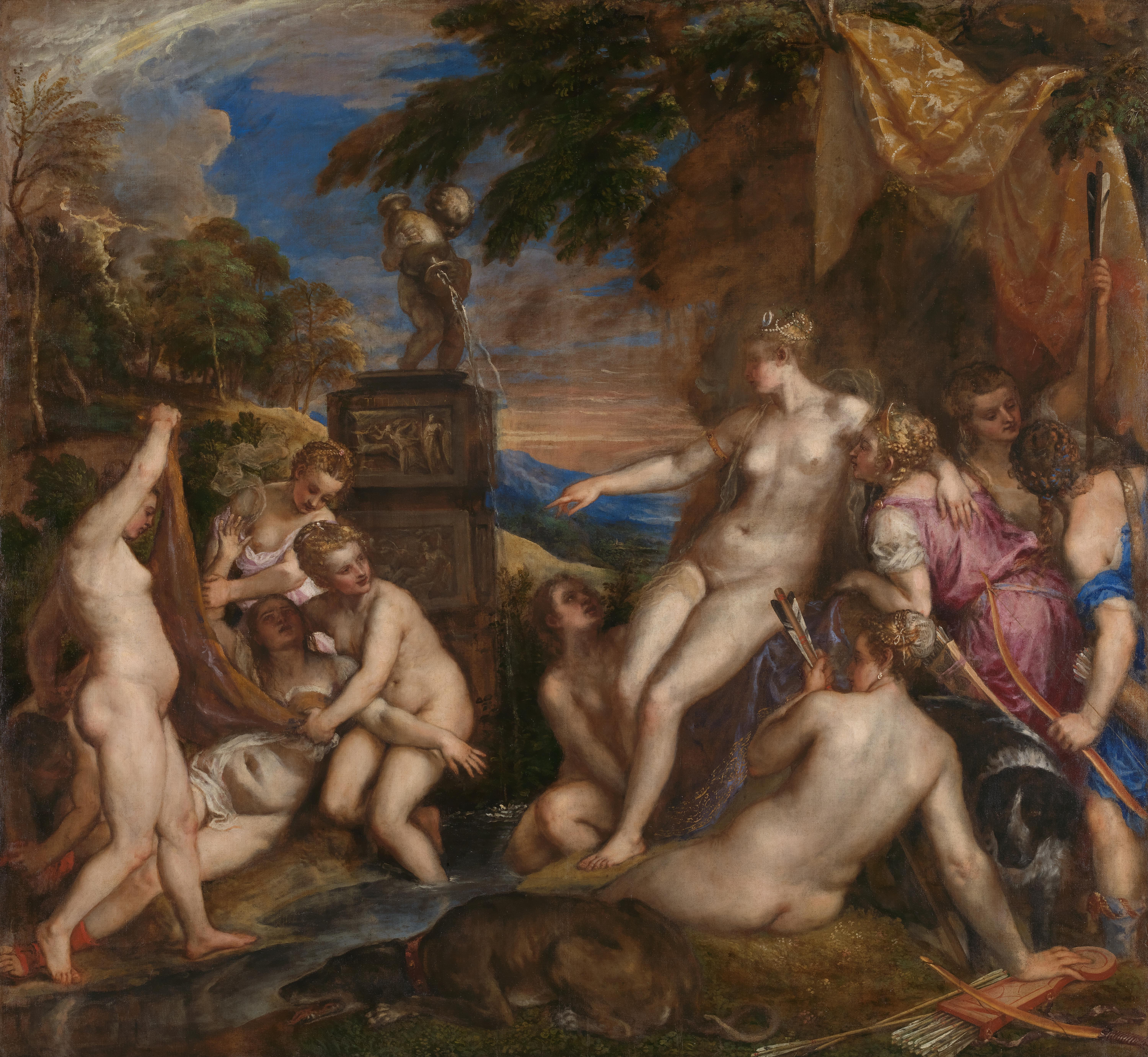
Diane et Callisto, Le Titien, 1556-59.

Les rôles de La Calisto sont distribués ainsi :
| Rôle                              | Tessiture             | Créateur                 | Glyndebourne, 1970 (dir. : Raymond Leppard) |
| --------------------------------- | --------------------- | ------------------------ | ------------------------------------------- |
| Calisto                           | soprano               | Margarita Da Costa       | Ileana Cotrubas                             |
| Diana                             | soprano               | Catterina Giani          | Janet Baker                                 |
| Endimione                         | contreténor (castrat) | Bonifatio Ceretti        | James Bowman                                |
| Giove                             | basse                 | Don Giulio Cesare Donati | Ugo Trama                                   |
| Giove in Diana (Jupiter en Diane) | soprano               | Catterina Giani          | -                                           |
| Giunone                           | soprano               | Nina dal Pavon           | Teresa Kubiak                               |
| Il Destino                        | soprano               | Cristoforo Caresana      | Teresa Cahill                               |
| L'Eternità                        | soprano               | Margarita Da Costa       | Enid Hartle                                 |
| Linfea                            | ténor                 | Andreana Caresana        | Hugues Cuenod                               |
| La Natura                         | contralto             | Tomaso Bovi              | Marjorie Biggar                             |
| Mercurio                          | ténor                 | Francesco Guerra         | Peter Gottlieb                              |
| Pane                              | ténor                 | Tomaso Bovi              | Federico Davia                              |
| Satirino                          | soprano               | Cristoforo Caresana      | Janet Hugues                                |
| Sylvano                           | basse                 | Don Pellegrino           | Owen Brannigan                              |

## Argument
L'histoire est basée sur le mythe de Callisto dans Les Métamorphoses d'Ovide.

## Commentaire
Jane Glover a étudié l'utilisation du mythe de Callisto dans l'opéra vénitien du XVIIe siècle ainsi que les complications (absentes de l'histoire de base) que le librettiste devait greffer pour contenter le public.

## Discographie
- 1971 : Janet Baker, James Bowman, Ileana Cotrubas, chœur du festival de Glyndebourne, London Philharmonic Orchestra, Raymond Leppard direction (Decca)[2].
- 1988 : Bruno Moretti (dir.), Stradivarius[2].
- 1995 : Maria Bayo, Marcello Lippi, Gilles Ragon, Dominique Visse, Concerto Vocale, René Jacobs, Théâtre Royal de la Monnaie (Harmonia Mundi) - CD et DVD[2].
- 1996 : Glimmerglass Opera, Jane Glover (BBC Music)[2] - extraits de représentation live.

## Source
- (en) Cet article est partiellement ou en totalité issu de l’article de Wikipédia en anglais intitulé « La Calisto » (voir la liste des auteurs).

- (it) Cet article est partiellement ou en totalité issu de l’article de Wikipédia en italien intitulé « La Calisto » (voir la liste des auteurs).